# Lunxhëri
Lunxhëri là một xã trong quận Gjirokastër thuộc hạt Gjirokastër, Albania. Dân số năm 2005 là 2814 người.